# Earl of Newburgh
Earl of Newburgh ist ein erblicher britischer Adelstitel in der Peerage of Scotland.

## Verleihung
Der Titel wurde am 31. Dezember 1660 für James Levingston, 1. Viscount of Newburgh verliehen. Zusammen mit der Earlswürde wurden ihm die nachgeordneten Titel Viscount of Kynnaird und Lord Levingston verliehen. Bereits am 13. September 1647 war ihm der Titel Viscount of Newburgh verliehen worden. Im März 1628 hatte er zudem von seinem Vater den Titel Baronet, of Kinnaird in the County of Perth geerbt, der diesem am 29. Juni 1627 in der Baronetage of Nova Scotia verliehen worden war. Die Titel sind in Ermangelung männlicher Nachkommen auch in weiblicher Linie erblich.

## Liste der Earls of Newburgh (1660)
- James Levingston, 1. Earl of Newburgh (um 1622–1670)
- Charles Levingston, 2. Earl of Newburgh (um 1664–1755)
- Charlotte Radclyffe, 3. Countess of Newburgh (um 1694–1755)
- James Radclyffe, 4. Earl of Newburgh (1725–1786)
- Anthony Radclyffe, 5. Earl of Newburgh (1757–1814)
- Vincenzo Giustiniani, 6. Fürst Giustiniani, de iure 6. Earl of Newburgh (1762–1826)
- Maria Bandini, Herzogin von Mondragone, 7. Countess of Newburgh (1796–1877)
- Sigismondo Giustiniani-Bandini, 1. Fürst Bandini-Giustiniani, 8. Earl of Newburgh (1818–1908)
- Carlo Giustiniani-Bandini, 2. Fürst Bandini-Giustiniani, 9. Earl of Newburgh (1862–1941)
- Maria Giustiniani-Bandini, 10. Countess of Newburgh (1862–1941)
- Giulio Rospigliosi, 10. Fürst Rospigliosi, 11. Earl of Newburgh (1907–1986)
- Filippo Rospigliosi, 11. Fürst Rospigliosi, 12. Earl of Newburgh (* 1942)

Mutmaßlicher Titelerbe (Heiress Presumptive) ist die Tochter des aktuellen Titelinhabers Princess Benedetta Francesca Maria Rospigliosi, Mistress of Newburgh (* 1974).